# Civettictis civetta
Genre
Espèce
Synonymes
- Viverra civetta

Statut de conservation UICN

 LC  : Préoccupation mineure
Statut CITES
Répartition géographique
La Civette africaine (Civettictis civetta) est une espèce de mammifères carnivores de la famille des viverridés. C'est la seule espèce du genre Civettictis.

## Synonyme
- Viverra civetta

## Répartition
Du Sénégal au Nigéria et jusqu'au Transvaal (région sud-africaine).

## Sous-espèces
- Civettictis civetta civetta
- Civettictis civetta australis
- Civettictis civetta congica
- Civettictis civetta pauli
- Civettictis civetta schwarzi
- Civettictis civetta volkmanni

## Philatélie
La Civette africaine est représentée sur un timbre du Burundi de 1975 (valeur faciale 17 F, Y&T PA 378).